# Tissue Barriers
Tissue Barriers est une revue scientifique trimestrielle à comité de lecture spécialisée dans le domaine de la biologie cellulaire et moléculaire en relation avec les barrières tissulaires et les jonctions intercellulaires. Elle est publiée en anglais depuis janvier 2013 par le groupe Landes Bioscience (en).